# Ліпополісахариди
Лі́пополісахари́ди (також іноді — ліпополіцукриди) (LPS) — великі молекули, складені з ліпідів і полісахаридів (вуглеводів), з'єднаних за допомогою ковалентних зв'язків. LPS — головний компонент зовнішньої мембрани грам-негативних бактерій, сприяючи структурній цілісності бактерій, і захищаючи мембрану від певних видів хімічного нападу. LPS звичайно є ендотоксинами, що індукують сильну імунну відповідь нормальних тварин.

## Будова

Структура ліпополісахариду

Ліпополісахариди складаються з трьох частин: бічних ланцюжків полісахаридів (O), олігосахаридного ядра і ліпіду A. Ліпід A містить незвичайні жирні кислоти (наприклад, гідроксиміристинову кислота) і знаходиться у товщі зовнішньої мембрани, тоді як решта частин LPS розташовані на поверхні. Олігосахаридне ядро містить незвичайні цукри (наприклад KDO, кето-деоксиоктулонат і гептулозу). Олігосахаридне ядро зв'язане з ліпідом A, який також часткова відповідає за токсичність грам-негативних бактерій. LPS діє як ендотоксин, тому що він зв'язується з рецепторним комплексом CD14/TLR4/MD2, який викликає секрецію про-запальних цитокінів в багатьох типах клітин, особливо в макрофагах.
Полісахаридний ланцюжок часто називається O-антигеном бактерій. Склад O-ланцюжка змінюється між різними штамами бактерій. O-ланцюжки легко розпізнаються антитілами хазяїна, проте, бактерії можуть легко змінювати структуру цих ланцюжків щоб уникнути виявлення. LPS також збільшує негативний електричний заряд клітинної стінки і допомагає стабілізувати мембранну структуру.
Часто LPS створюються з певними структурами цукру, які розпізнаються або інший LPS (що надає можливість перешкоджати токсинам LPS), або глікозилтрансферазами, яке використовують цю структуру цукрів, щоб додати до них певні наступні цукри.
O-антигени (зовнішні вуглеводи) — найбільш змінні частини молекули LPS, надаючи їй алергену специфічність. На відміну від них, ліпід A — найбільш збережена частина. Проте, склад ліпіду A також може змінюватися (наприклад, за числом і природою акрилових ланцюжків в межах або між родами). Деякі з цих варіацій, можливо, передають антагоністичні властивості цим LPS. Наприклад, дифорфорил ліпід (RSDPLA) бактерії Rhodobacter sphaeroides є ефективним антагоністом LPS в людських клітинах, але є агоністом в клітинах хом'яків та коней.
Функція LPS активно досліджується протягом останніх років завдяки їх ролі у формуванні багатьох факторів транскрипції, які стають активними після стимулювання LPS. LPS також утворює багато видів медіаторів, залучених в сепсисі.